# İmamoğlu
İmamoğlu – miasto w Turcji w prowincji Adana.
Według danych na rok 2000 miasto zamieszkiwało 30 428 osób.